# Juillac (Corrèze)
Juillac is een gemeente in het Franse departement Corrèze (regio Nouvelle-Aquitaine). De plaats maakt deel uit van het arrondissement Brive-la-Gaillarde. Juillac telde op 1 januari 2022 1.147 inwoners.

## Geografie
De oppervlakte van Juillac bedroeg op 1 januari 2022 33,14 vierkante kilometer; de bevolkingsdichtheid was toen 34,6 inwoners per km².
De onderstaande kaart toont de ligging van Juillac met de belangrijkste infrastructuur en aangrenzende gemeenten.

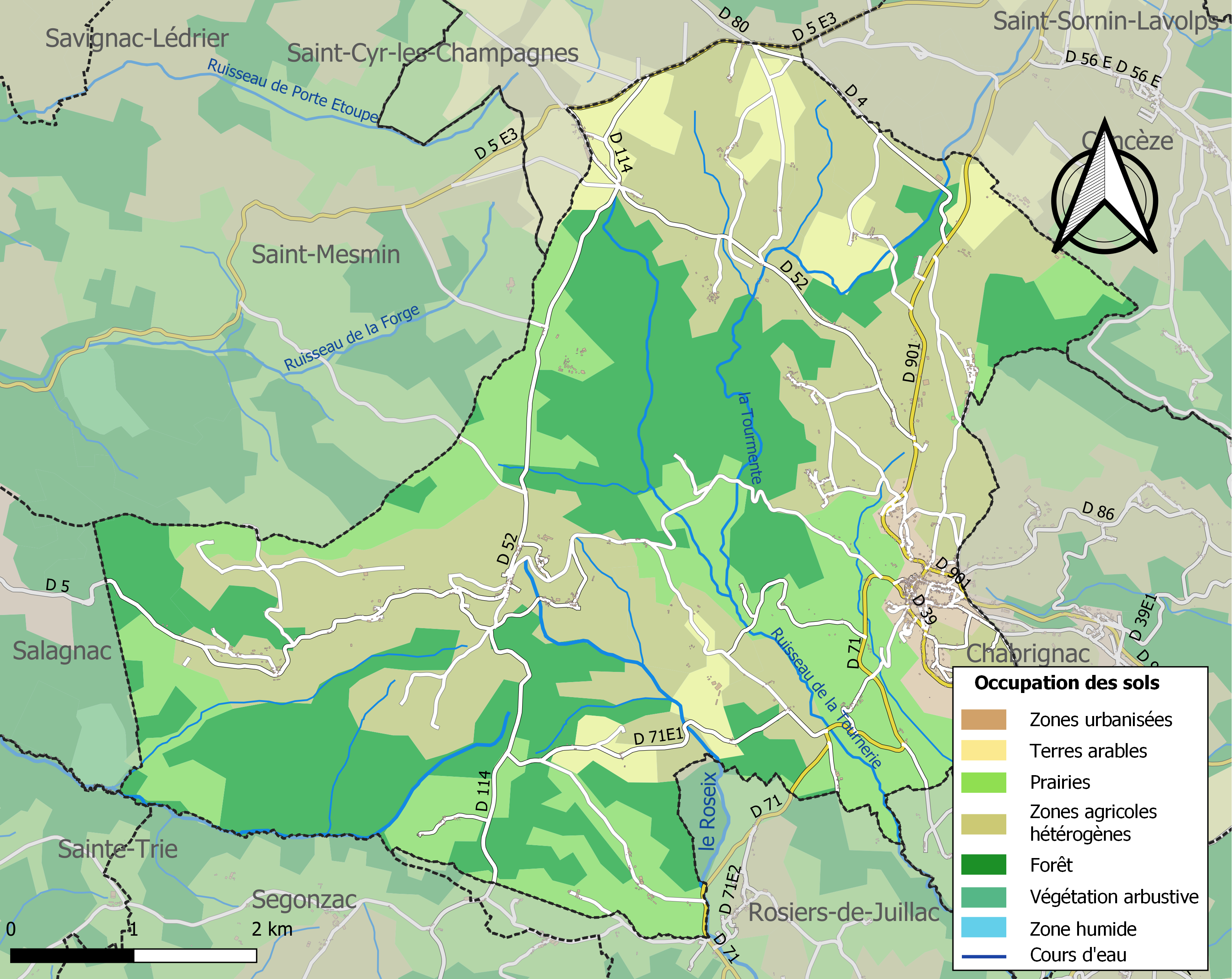

## Demografie
Onderstaande figuur toont het verloop van het inwonertal (bron: INSEE-tellingen).